# Heterocoskinolina
Heterocoskinolina es un género de foraminífero bentónico de la subfamilia Dictyoconinae, de la familia Orbitolinidae, de la superfamilia Orbitolinoidea, del suborden Orbitolinina y del orden Loftusiida. Su especie tipo es Heterocoskinolina ruskei. Su rango cronoestratigráfico abarca el Cenomaniense medio (Cretácico superior).

## Discusión
Clasificaciones previas incluían Heterocoskinolina en el suborden Textulariina del orden Textulariida o en el orden Lituolida.

## Clasificación
Heterocoskinolina incluye a las siguientes especies:
- Heterocoskinolina bariensis †
- Heterocoskinolina ruskei †